# Кастер (Јужна Дакота)
Кастер (енгл. Custer) град је у америчкој савезној држави Јужна Дакота.

## Демографија
По попису из 2010. године број становника је 2.067, што је 207 (11,1%) становника више него 2000. године.
| Група             | 2000.         | 2010.         |
| Белци             | 1.766 (94,9%) | 1.922 (93,0%) |
| Афроамериканци    | 7 (0,4%)      | 11 (0,5%)     |
| Азијати           | 3 (0,2%)      | 4 (0,2%)      |
| Хиспаноамериканци | 28 (1,5%)     | 54 (2,6%)     |
| Укупно            | 1.860         | 2.067         |